# Oedibasis tamerlanii
Oedibasis tamerlanii là một loài thực vật có hoa trong họ Hoa tán. Loài này được Korovin ex Nevski mô tả khoa học đầu tiên.